# 帕查區 (喬塔省)
6°29′50″S 78°25′23″W / 6.4971°S 78.4230°W
帕克查區（西班牙語：Distrito de Paccha），是秘魯的一個區，位於該國北部卡哈馬卡大區的喬塔省，始建於1857年1月2日，面積94平方公里，海拔高度2,250米，2005年人口5,155，人口密度每平方公里55人。